# Hurimoana Swamp
Der Hurimoana Swamp ist ein ständig mit Wasser bedeckter Sumpf im Hastings District der Region Hawke’s Bay auf der Nordinsel von Neuseeland.

## Geographie
Der Hurimoana Swamp befindet sich rund 9,5 km westsüdwestlich von Napier und gut 11 km nordwestlich von Hastings auf der Nordseite des Ngaruroro River. Der 19 Hektar große Sumpf erstreckt sich über eine Länge von rund 675 m in Nord-Süd-Richtung und über eine maximale Breite von rund 445 m in Ost-West-Richtung. Die Uferlinie bemisst sich auf rund 2,3 km.
Wasserzulauf bekommt der Sumpf hauptsächlich von dem von Norden kommenden Hurimoana Stream, der zusammen mit dem umliegenden Land ein Gebiet von rund 3,5 km² entwässern. Ein Wasserabfluss findet am südlichen Ende des Sumpfes nur bei Wasserüberlauf in Richtung Ohiwa Stream statt, der weiter südöstlich in den Ngaruroro River mündet.
Rund 1,4 km südsüdwestlich ist der Rūnanga Lake zu finden, rund 1,4 km südsüdöstlich der Kautuku Swamp und rund 1,7 km östlich der Oingo Lake.